# Lophiobagrus brevispinis
Lophiobagrus brevispinis är en fiskart som beskrevs av Bailey och Stewart, 1984. Lophiobagrus brevispinis ingår i släktet Lophiobagrus och familjen Claroteidae. IUCN kategoriserar arten globalt som livskraftig. Inga underarter finns listade i Catalogue of Life.